# Lnice
Lnice (Linaria) je rod vyšších dvouděložných rostlin z čeledi jitrocelovité (Plantaginaceae).

## Charakteristika

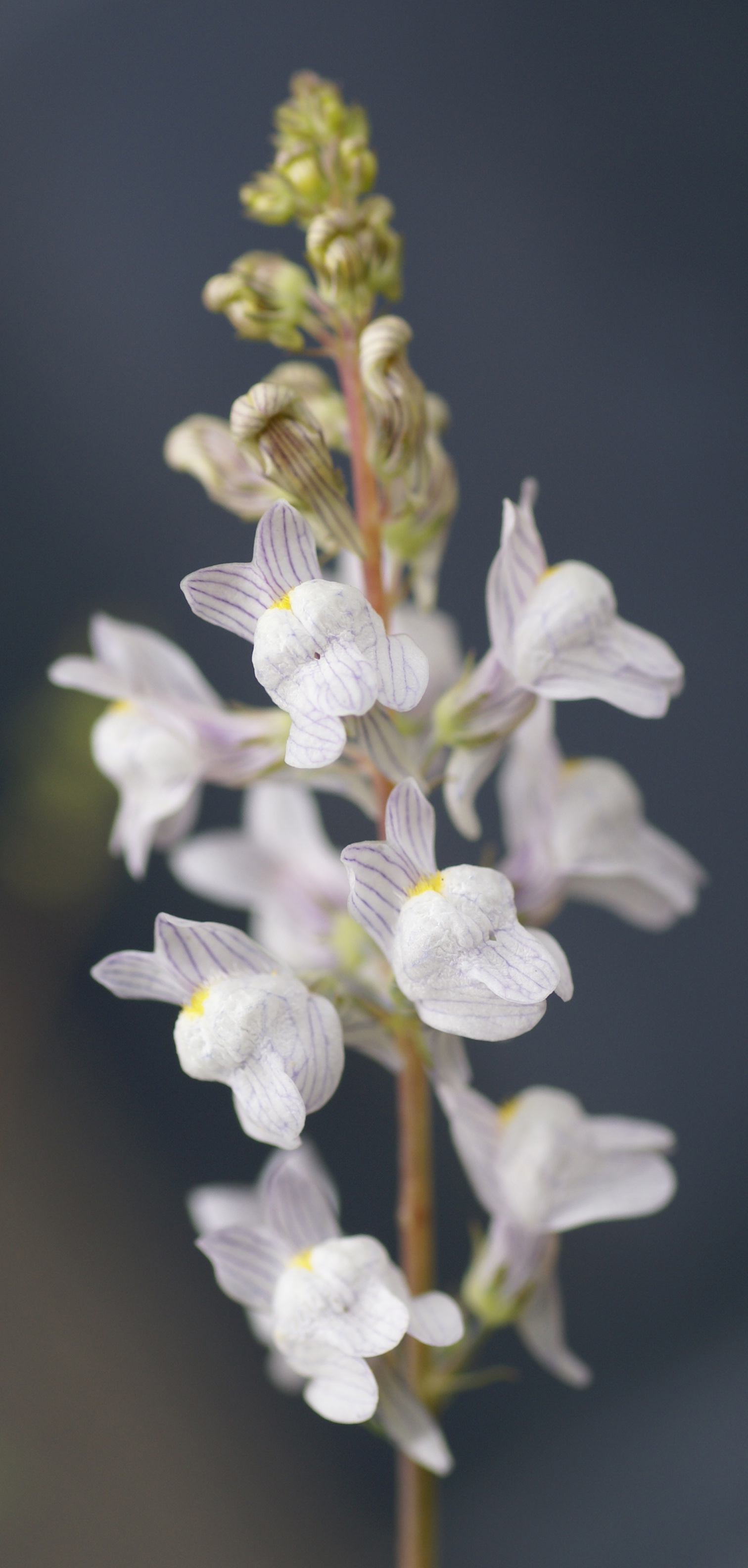
Lnice plazivá (Linaria repens)

Lnice jsou jednoleté nebo vytrvalé byliny se střídavými, vstřícnými nebo přeslenitými listy. Lodyha je lysá nebo v horní části žlaznatá. Listy jsou často přisedlé, s jednou nebo několika žilkami. Květenství je vrcholové, nejčastěji klas nebo hrozen, výjimečně hlávka. Květy jsou podepřeny listeny. Kalich je hluboce členěný, často souměrný, z 5 lístků. Koruna je dvoupyská, s korunní trubkou a na bázi s ostruhou. Dolní pysk je vydutý, trojlaločnatý, horní pysk je vzpřímený, dvojlaločnatý. Tyčinky jsou 4, dvoumocné (2 delší a 2 kratší). Plodem je kulovitá nebo oválná tobolka s mnoha semeny. Semena jsou plochá, obvykle se široce křídlatým okrajem.
Rod zahrnuje asi 100 druhů, rozšířených v severním mírném pásu. Nejvíce druhů je v Eurasii, především v západním Středomoří. 
V původní české květeně je rod zastoupen 3 druhy. Lnice květel (Linaria vulgaris) se vyskytuje hojně na většině území ČR, zpravidla na osluněných druhotných stanovištích na propustných substrátech (železniční náspy, okraje silnic ap.). Na jižní Moravě roste méně nápadně kvetoucí, avšak vyšší lnice kručinkolistá (Linaria genistifolia), vyhledávající kamenitá a písčitá stanoviště. Lnice rolní (Linaria arvensis), známá dříve jako polní plevel z mnohých výskytů, v souvislosti se změnou způsobu obhospodařování polí téměř zcela vymizela. Nověji jsou potvrzovány jen zcela ojedinělé lokality. Centrum rozšíření tohoto druhu je v západním Středomoří. Z jižní Evropy je k nám vzácně zavlékána lnice plazivá (Linaria repens).

## Využití
Nať lnice květele (Linaria vulgaris) je používána jako spasmolytikum tlumící křeče při kolikách a při ledvinových a žlučníkových záchvatech způsobených kameny. Zevně je používána při ošetřování bércových vředů, hemoroidů a dalších neduhů souvisejících s cévním systémem.
Některé lnice jsou občas pěstovány jako okrasné rostliny, např. vytrvalá lnice nachová (Linaria purpurea), jako letnička jednoletá lnice marocká (Linaria maroccana). Na skalkách je občas pěstována lnice alpská (Linaria alpina).

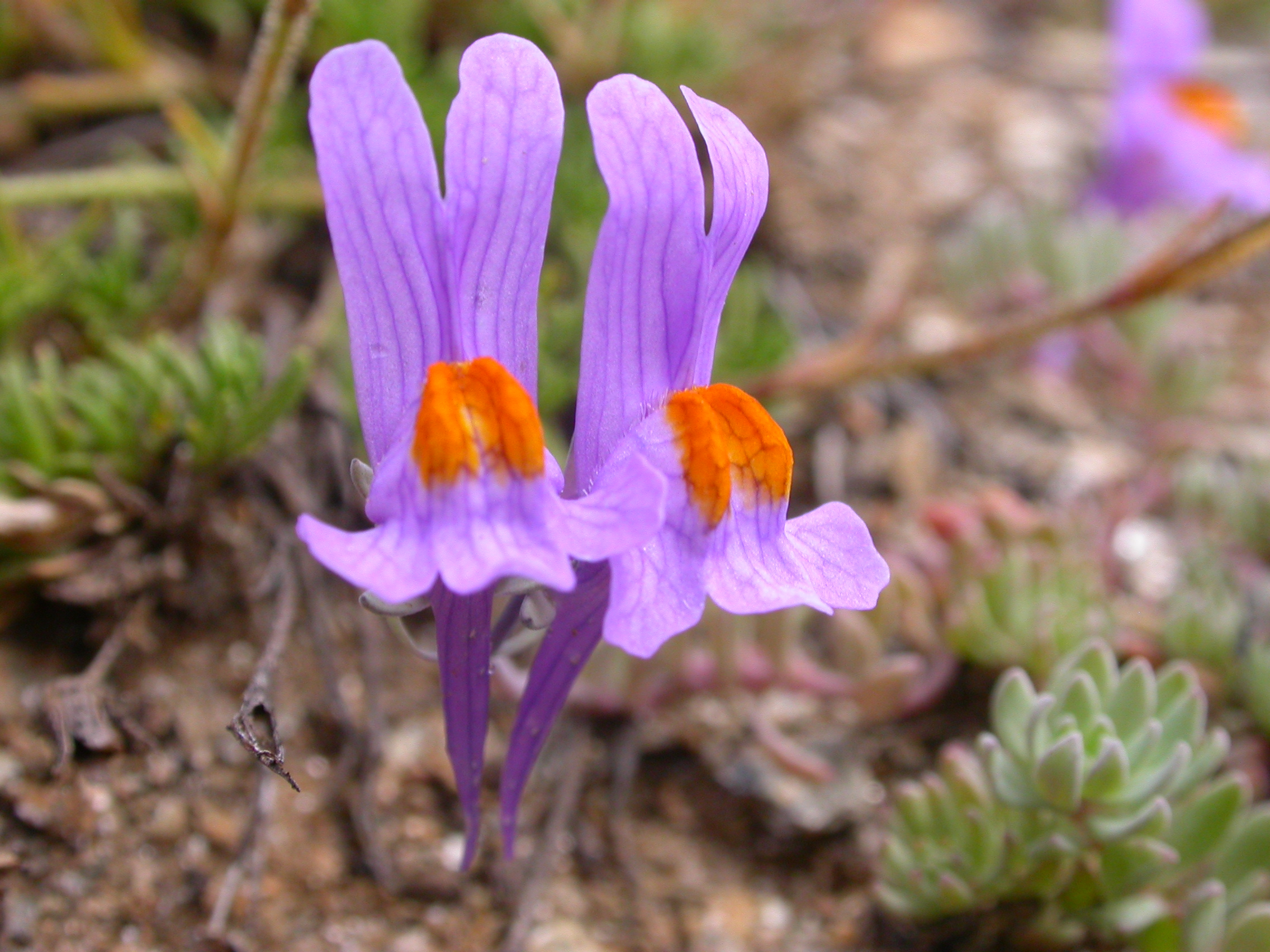
Lnice alpská (Linaria alpina)
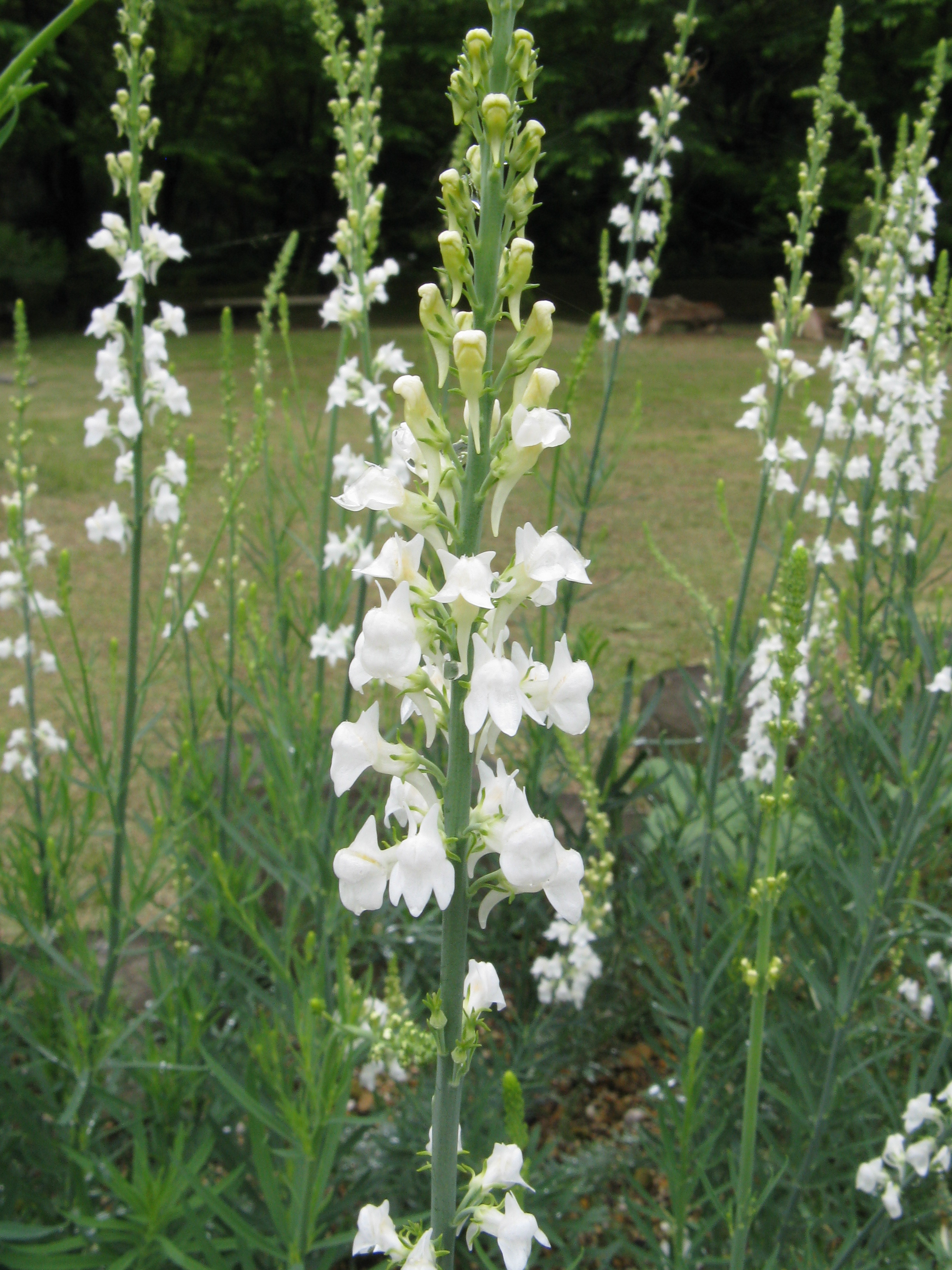
Lnice nachová (Linaria purpurea) 'Alba'
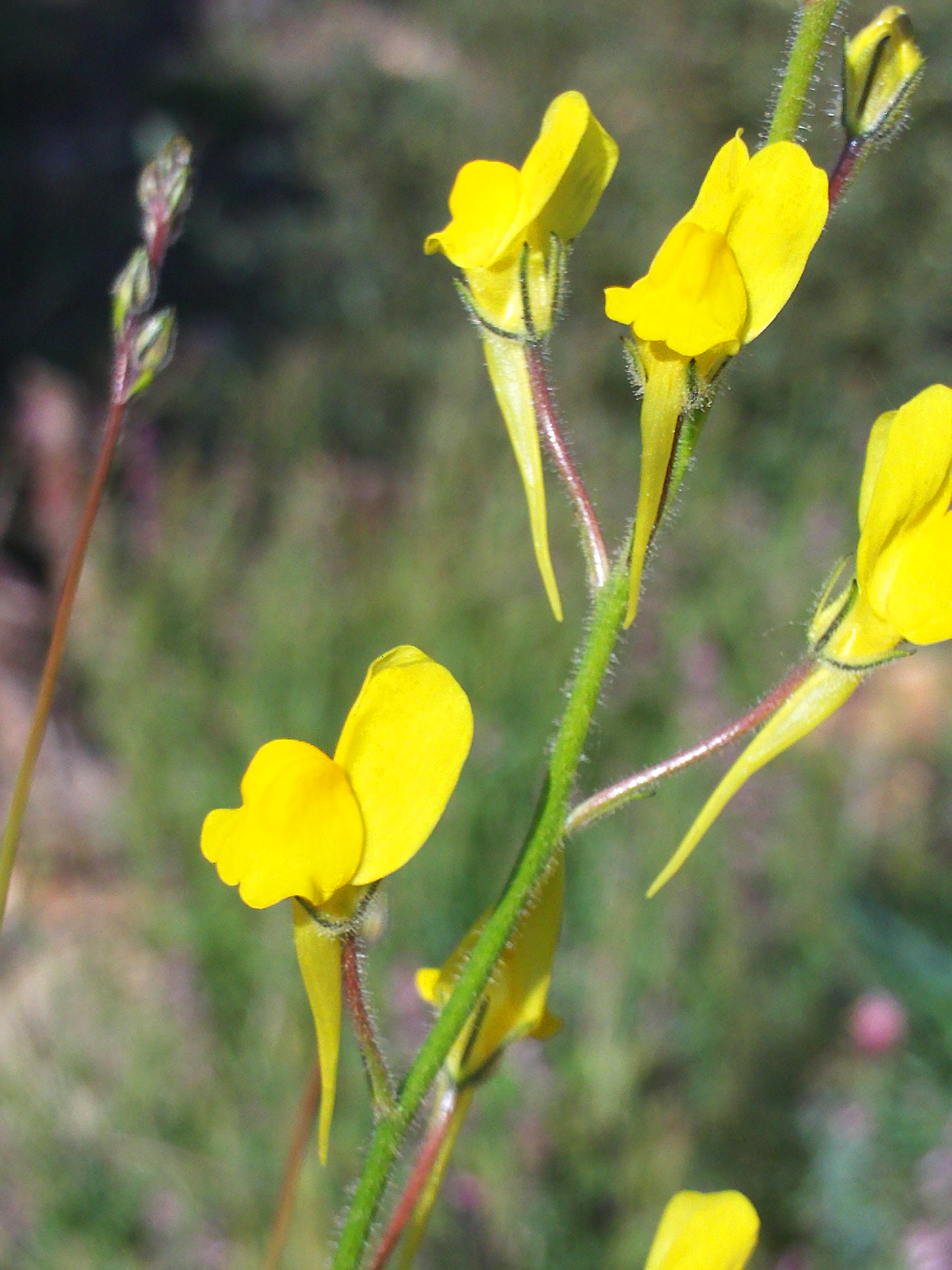
Lnice Linaria spartea
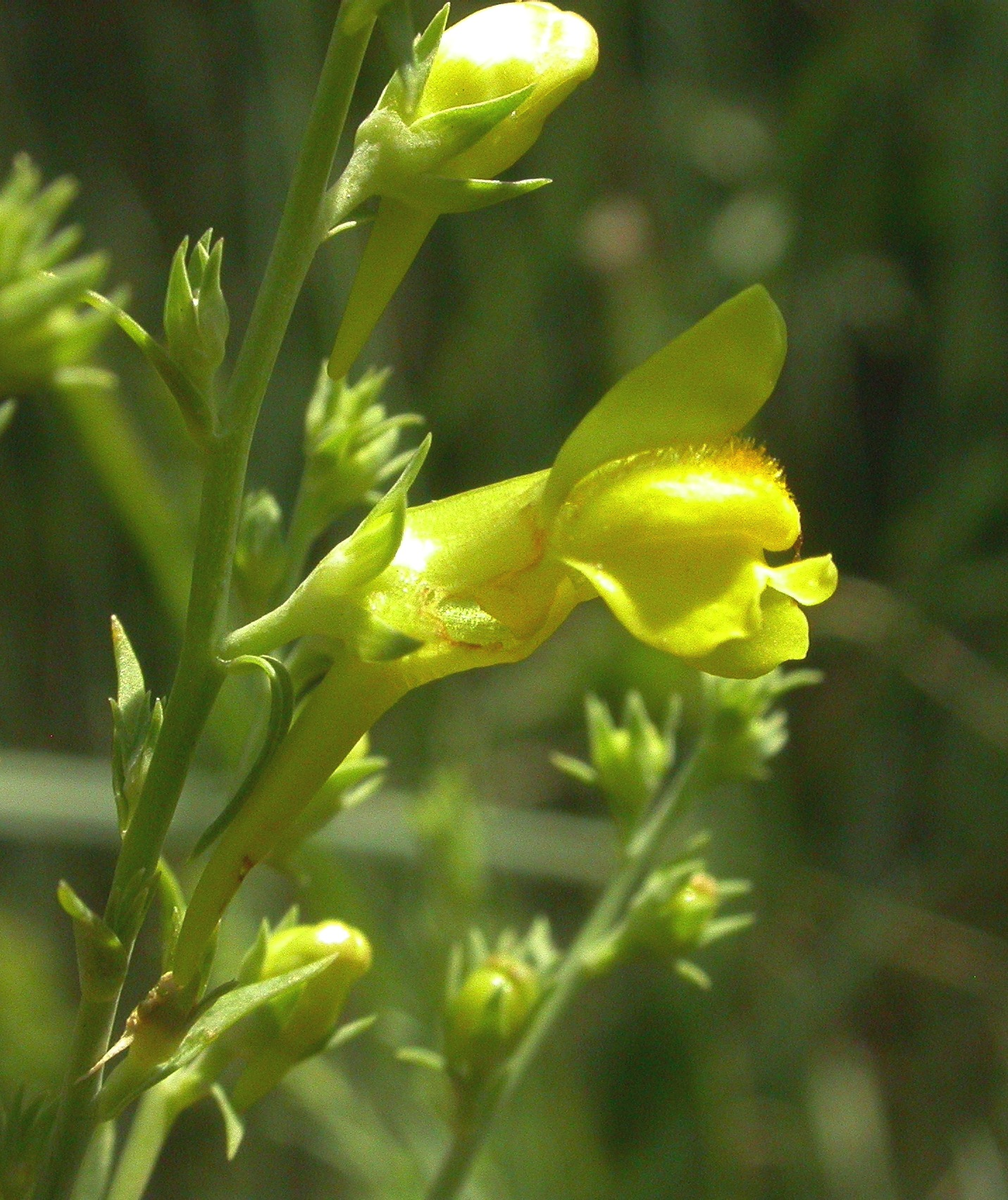
Lnice kručinkolistá (Linaria genistifolia)